# Janusz Sidło
Janusz Sidło   (Katowice, 19 de juny de 1933 - Varsòvia, 2 d'agost de 1993) fou un atleta polonès, especialista en llançament de javelina, que va competir entre començaments de la dècades de 1950 i mitjans de la de 1970.
L'octubre de 1953, a Jena, va establir un nou rècord d'Europa en el llançament de javelina, amb un llançament de 80,15 metres.
Va guanyar el Campionat d'Europa de 1954 disputat a Berna amb un llançament a 76,35 metres, per davant del soviètic Vladimir Kuznetsov i el finlandès Soini Nikkinen. Quatre anys més tard revalidà el títol europeu a Estocolm en llançar la javelina fins als 80,18 metres, gairebé dos metres més que el noruec Egil Danielsen.
El 30 de juny de 1956 va millorar en deu centímetres el rècord mundial de javelina del finlandès Soini Nikkinen en arribar fins als 83,66 metres al míting de Milà.
Durant la seva carrera esportiva va prendre part en cinc edicions consecutives dels Jocs Olímpics d'Estiu, els compresos entre 1952 i 1968. En aquestes participacions destaca la medalla de plata que va guanyar en la prova del llançament de javelina als Jocs de 1956 disputats a Melbourne. També destaca la quarta posició aconseguida el 1964.
També va guanyar una medalla de plata a les Universíades de 1961 i setze campionats nacionals, 14 en javelina i dos en pes. Va ser elegit esportista polonès de l'any el 1954 i 1955.

## Millors resultats
- Llançament de javelina. 86.22" (1970)[1]